# Nakam

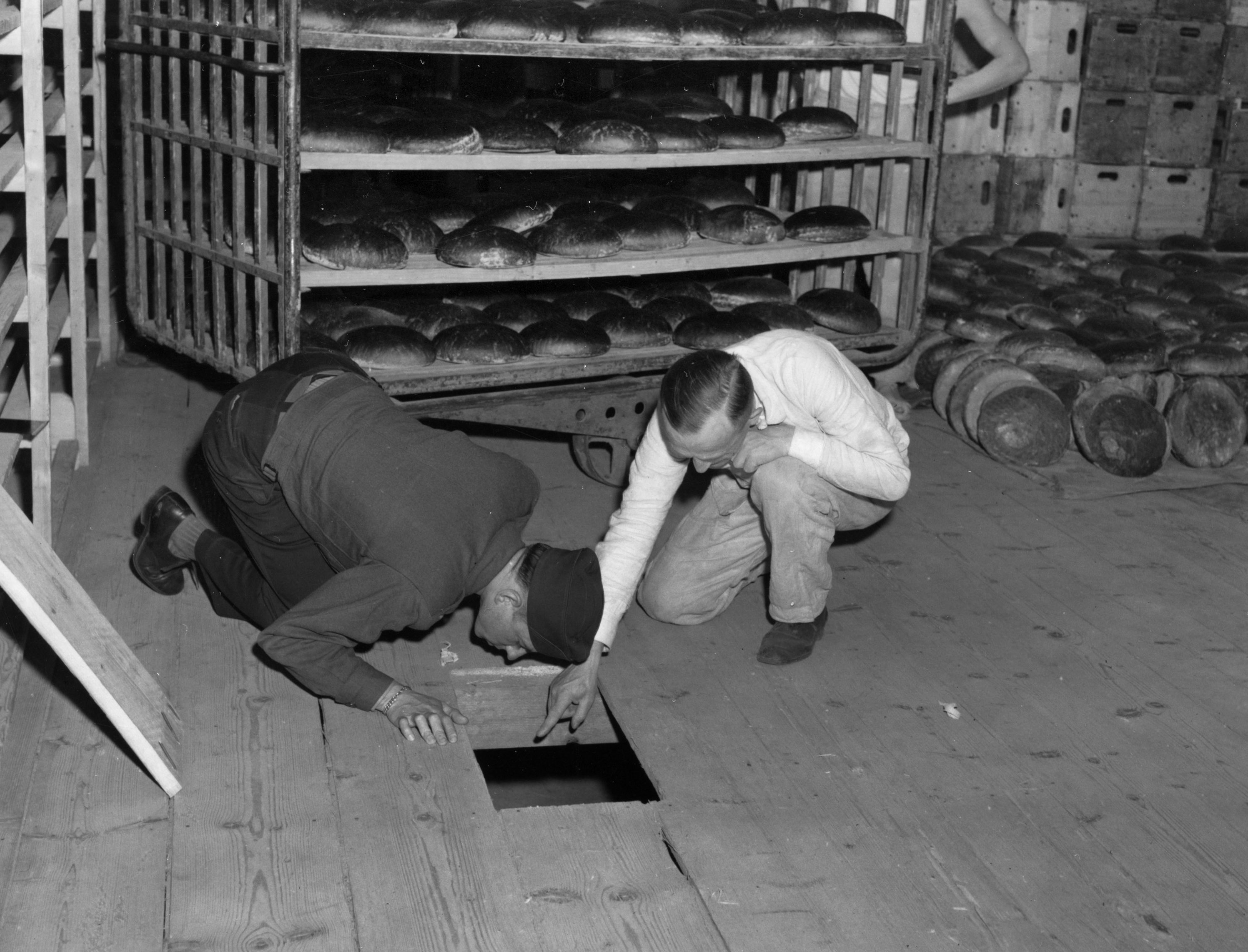
Teniente estadounidense (izq.) y guardia alemán inspeccionan el Konsum-Genossenschaftsbäckerei en Núremberg después del intento de envenenar a los prisioneros SS.

Nakam (Dam Yehudi Nakam, "La sangre judía será vengada") fue una organización paramilitar judía, fundada por Abba Kovner en 1945, cuyo objetivo primordial era vengarse del Holocausto.
La acción más notable fue un atentado del 14 de abril de 1946 a la prisión de Langwasser de Núremberg. Envenenaron panes para unos 12.000 prisioneros (de los cuales una mayoría eran miembros de la SS) con arsénico y causaron unos 200 heridos graves, aunque nadie murió.
El Oberlandgericht Nürnberg suspendió la prosecución legal de dos activistas del Nakam en mayo de 2000 por la presencia de prescripción y circunstancias muy particulares.

## Literatura
- Jim G. Tobias, Peter Zinke: Nakam - Jüdische Rache an NS-Tätern, Konkret Literaturverlag 2000, ISBN 3-89458-194-8 (de)

- Datos: Q321558